# Wez

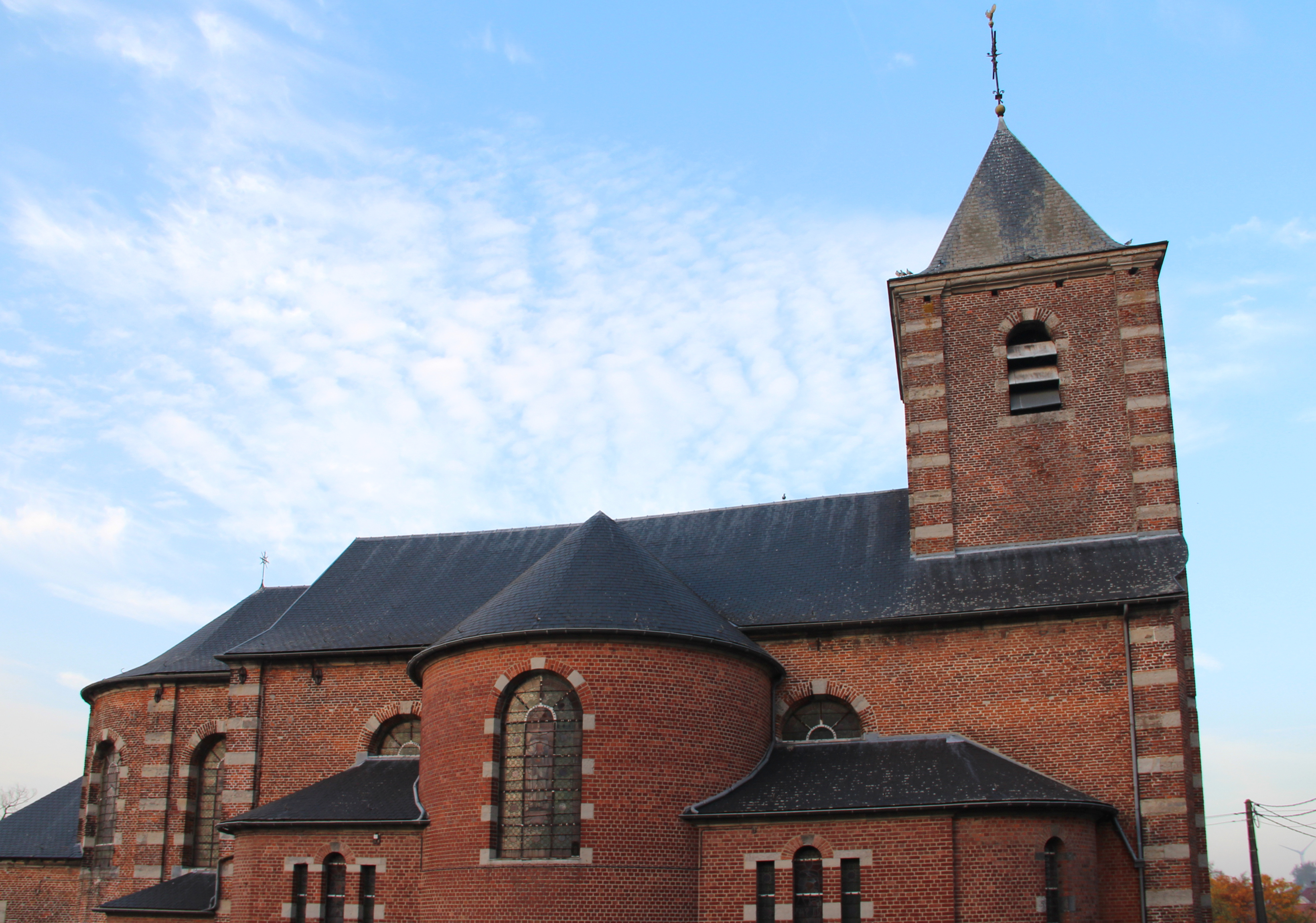
De Sint-Brixiuskerk (Église Saint-Brice)

Wez is een dorp in de tot de Henegouwse gemeente Brunehaut behorende deelgemeente Wez-Velvain.

## Bezienswaardigheden
- Het Kasteel van Wez (Château de Wez) werd in de tweede helft van de 20e eeuw herbouwd. De dienstgebouwen zijn uit de eerste helft van de 19e eeuw. Het geheel wordt omgeven door een ommuurd park. Vanouds waren de huizen van Wez om het kasteel gegroepeerd en het vormde een zelfstandige parochie.
- De Sint-Brixiuskerk (Église Saint-Brice) is een classicistisch kerkgebouw van 1772. In 1936 werd de kerk vergroot met zijbeuken en een transept. De kerk is 33 meter hoog.

## Nabijgelegen kernen
Velvain, Jollain-Merlin, Lesdain, Saint-Maur